# David Young
David "Tolu" Young, född 23 mars 2005, är en fijiansk simmare.

## Karriär
Young är uppväxt i Fiji men flyttade sedan till USA. Han studerar vid Arizona State University och tävlar för deras idrottsförening Arizona State Sun Devils.
Vid VM 2023 i Fukuoka slutade Young på 50:e plats på 50 meter frisim samt blev diskvalificerad på 50 meter fjärilsim. Vid samväldesspelen för ungdomar 2023 i Trinidad och Tobago tog han brons på 50 meter fjärilsim. Vid stillahavsspelen 2023 i Honiara tog Young silver på 50 meter frisim samt var en del av Fijis kapplag som tog silver på både 4×50 meter mixed frisim och 4×50 meter mixed medley.
Young tävlade för Fiji vid olympiska sommarspelen 2024 i Paris, där han blev utslagen i försöksheatet på 50 meter frisim och slutade på totalt 40:e plats. Young simmade på 22,71 sekunder, vilket blev ett nytt nationsrekord. Vid kortbane-VM 2024 i Budapest slutade han på 33:e plats på både 50 meter frisim och 50 meter fjärilsim.